# Marcello Mastroianni

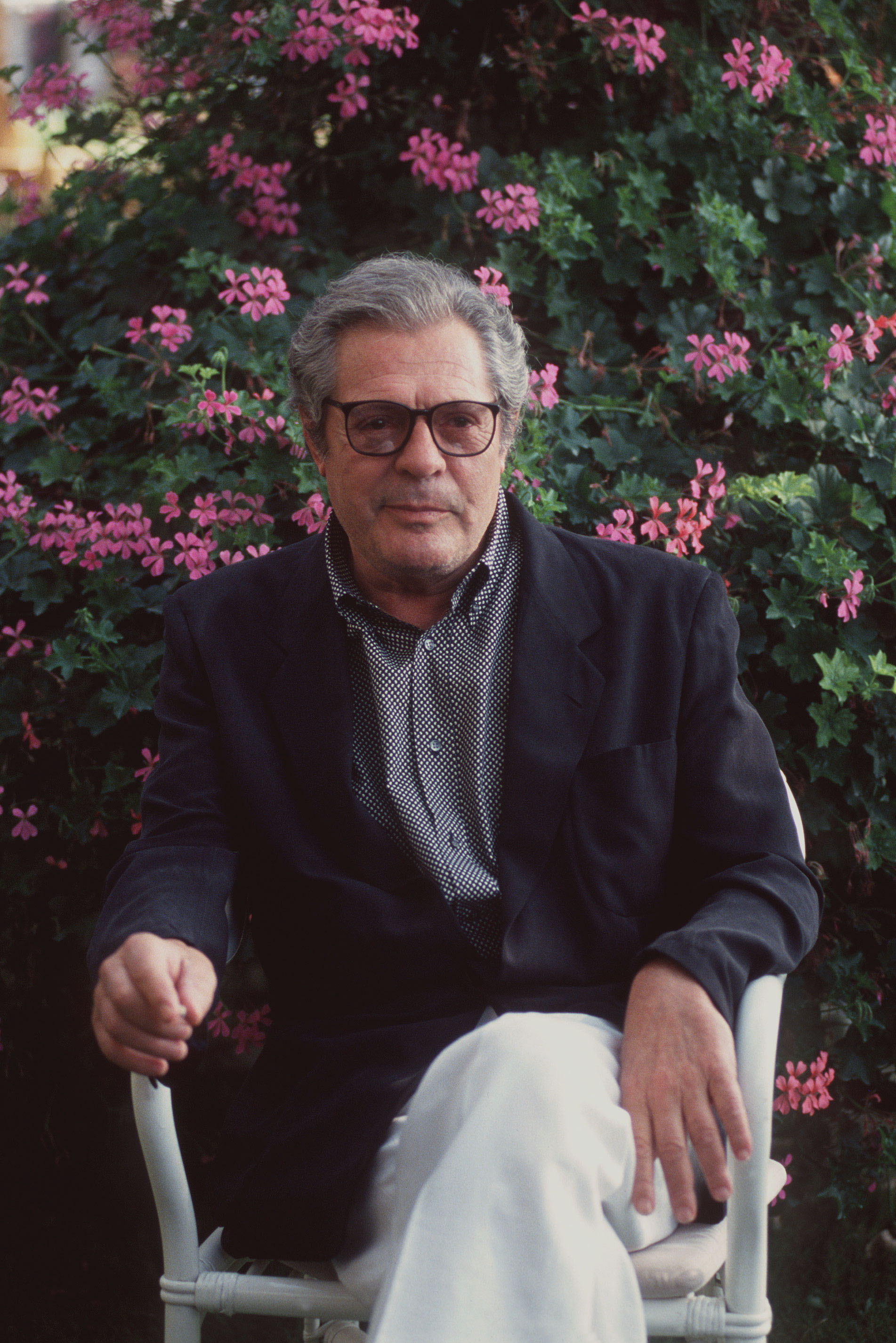
Marcello Mastroianni (1993)

Marcello Vincenzo Domenico Mastroianni (* 28. September 1924 in Fontana Liri; † 19. Dezember 1996 in Paris) war ein italienischer Filmschauspieler. Zu Beginn seiner Karriere stellte er zumeist lebenslustige junge Männer und Liebhaber dar. Später verkörperte er den Archetyp des krisengeschüttelten Mannes im mittleren Alter sowie das künstlerische „Alter Ego“ seines Lieblingsregisseurs Federico Fellini, in dessen Filmen er mehrfach die Hauptrolle spielte.

## Leben
Marcello Mastroianni wurde im Städtchen Fontana Liri in der Nähe von Neapel geboren und wuchs in Rom und Turin auf. Sein Vater Urbano Mastroianni arbeitete als Zimmermann. Mastroiannis Mutter Ida Irroles stammte aus der gutbürgerlichen jüdischen Familie von Moissej und Malka Idelson. Idas Eltern emigrierten aus Russland; sie selbst wuchs in Hamburg bei fremden Leuten auf, kam später nach Italien und heiratete dort. 
Erst in den 1980er Jahren erfuhr Marcello Mastroianni von seinen jüdischen Wurzeln.
Mastroianni war ein Neffe des Bildhauers Umberto Mastroianni (1910–1998). Gegen Ende des Zweiten Weltkriegs wurde er von der Wehrmacht interniert, konnte aber fliehen. Ab 1945 arbeitete er für ein Filmunternehmen und nahm Schauspielunterricht. 1948 debütierte er in dem Film I miserabili („Die Elenden“) nach dem gleichnamigen Roman von Victor Hugo.
Internationale Bekanntheit erlangte er mit dem Film Das süße Leben aus dem Jahr 1960, in dem er unter Fellinis Regie an der Seite von Anita Ekberg die männliche Hauptrolle spielte. Für diese bekam er einen Preis der italienischen Vereinigung der Filmjournalisten, des Sindacato Nazionale Giornalisti Cinematografici Italiani. Mit Komödien wie Hochzeit auf italienisch etablierten sich Mastroianni und seine Kollegin Sophia Loren in den 1960er Jahren als „Traumpaar“ des italienischen Films.
Mastroianni hat es immer abgelehnt, auf das Image des eleganten „Latin Lovers“ reduziert zu werden, und übernahm in Filmen wie Das große Fressen (1973) oder Der Bienenzüchter (1986) anspruchsvolle Charakterrollen, die ihm die Anerkennung der Kritik einbrachten. Die jahrzehntelange Zusammenarbeit mit Italiens Star-Regisseur Federico Fellini (Fellinis Stadt der Frauen, 1980, Ginger und Fred, 1986) fand große internationale Beachtung und machte Mastroianni zu einem der bekanntesten italienischen Darsteller.

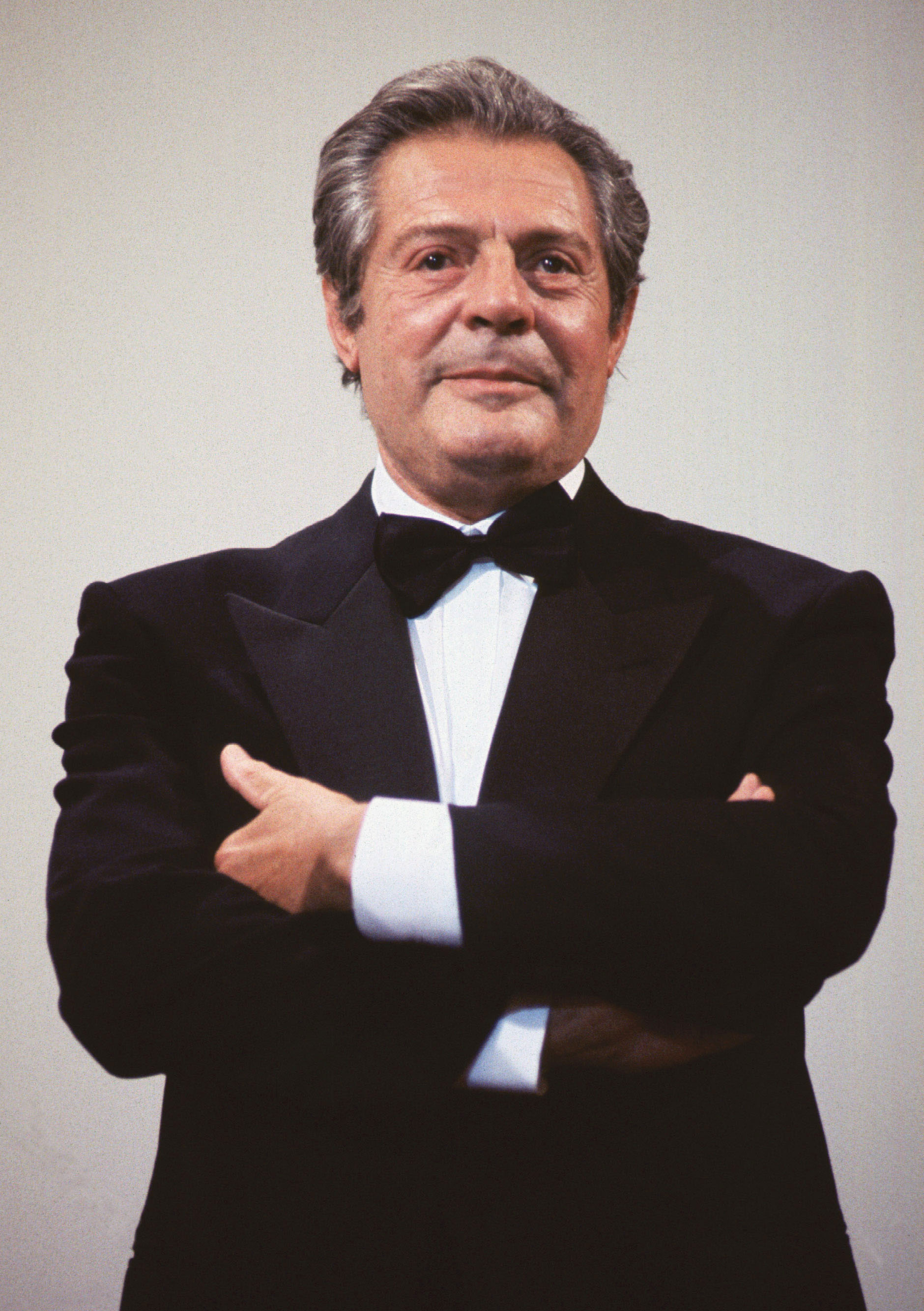
Mastroianni 1990

Mastroianni war von 1948 bis zu seinem Tod mit der Schauspielerin Flora Carabella verheiratet, mit der er eine Tochter hatte. Seiner Beziehung mit Catherine Deneuve entstammt die Tochter Chiara Mastroianni. 
Zwei Jahre nach seinem Tod wurde der Marcello-Mastroianni-Preis ins Leben gerufen, mit dem alljährlich auf dem Filmfestival von Venedig der beste Nachwuchsdarsteller geehrt wird.
Marcello Mastroianni erlag im Alter von 72 Jahren in Paris einer Krebserkrankung. Er wurde auf dem Cimitero Campo Verano, dem größten Friedhof Roms, beerdigt.

## Filmografie (Auswahl)
- 1948: Die Elenden (I miserabili)
- 1950: Ein Sonntag im August (Domenica d’agosto)
- 1950: Einer war zuviel (Atto di accusa)
- 1951: Fünf Mädchen und ein Mann (A Tale of Five Cities)
- 1952: Die Mädchen vom Spanischen Platz (Le ragazze di piazza di Spagna)
- 1952: Schwarze Federn (Penne Negre)
- 1952: Die Helden des Sonntags (Gli eroi della domenica)
- 1954: Schade, daß du eine Kanaille bist (Peccato che sia una canaglia)
- 1954: Tage der Liebe (Giorni d’amore)
- 1954: Aufstand im Inselparadies  (La Principessa delle Canarie)
- 1955: Eine Frau für schwache Stunden (La bella mugnaia)
- 1955: Wie herrlich, eine Frau zu sein (La fortuna di essere donna)
- 1957: Weiße Nächte (Le notti bianche)
- 1957: Väter und Söhne (Padri e figli)
- 1957: Der schönste Augenblick (Alternativtitel: Frauennot – Frauenglück) (Il momento più bello)
- 1958: Diebe haben’s schwer (I soliti ignoti)
- 1959: Wo der heiße Wind weht (La legge)
- 1959: Mein schöner Ehemann (Il nemico di mia moglie)
- 1960: Das süße Leben (La dolce vita)
- 1960: Bel Antonio (Il bell’Antonio)
- 1960: Adua und ihre Gefährtinnen (Adua e le compagne)
- 1961: Die Nacht (La notte)
- 1961: Scheidung auf italienisch (Divorzio all’italiana)
- 1961: Das Spukschloß in der Via Veneto (Fantasmi a Roma)
- 1961: Trauen Sie Alfredo einen Mord zu? (L’assassino)
- 1963: Achteinhalb (8½ bzw. Otto e mezzo)
- 1963: Gestern, heute und morgen (Ieri, oggi, domani)
- 1963: Die Peitsche im Genick (I compagni)
- 1964: Hochzeit auf italienisch (Matrimonio all’italiana)
- 1965: Break up (L'uomo dei cinque palloni)
- 1965: Casanova ’70
- 1965: Das zehnte Opfer (La Decima Vittima)
- 1966: Mohn ist auch eine Blume (The Poppy Is Also a Flower)
- 1967: Der Fremde (Lo straniero)
- 1970: Sonnenblumen (I girasoli)
- 1970: Die Frau des Priesters (La moglie del Prete)
- 1970: Eifersucht auf italienisch (Dramma della gelosia)
- 1971: Das passiert immer nur den anderen (Ça n’arrive qu’aux autres)
- 1972: Was? (Che?)
- 1972: Allein mit Giorgio (Liza)
- 1972: Fellinis Roma (Roma)
- 1973: Schmutziges Wochenende (Mordi e fuggi)
- 1973: Das große Fressen (La grande bouffe)
- 1973: Die Umstandshose (L’Événement le plus important depuis l’homme a marché sur la lune)
- 1973: Mach’s gut, Nicolas (Salut, l’artiste)
- 1974: Berühre nicht die weiße Frau (Touchez pas la femme blanche)
- 1974: Allonsanfan (Allonsanfàn)
- 1975: Die Puppe des Gangsters (La pupa del gangster)
- 1975: Die Sonntagsfrau (La donna della domenica)
- 1976: Todo modo
- 1977: Ein besonderer Tag (Una giornata particolare)
- 1978: Affentraum (Ciao maschio)
- 1978: Bleib wie du bist (Così come sei)
- 1978: Stau (L’ingorgo – una storia impossibile)
- 1980: Fellinis Stadt der Frauen (La città delle donne)
- 1980: Die Terrasse (La terrazza)
- 1981: Die zwei Gesichter einer Frau (Fantasma d’amore)
- 1981: Die Haut (La pelle)
- 1982: Flucht nach Varennes (La Nuit de Varennes)
- 1983: Die Geschichte der Piera (Storia di Piera)
- 1985: Die zwei Leben des Mattia Pascal (Le due vite di Mattia Pascal)
- 1985: Big Deal – Diebe haben’s schwer (I soliti ignoti vent'anni dopo)
- 1986: Ginger und Fred (Ginger e Fred)
- 1986: Der Bienenzüchter (O melissokomos)
- 1987: Fellinis Intervista (Intervista)
- 1987: Schwarze Augen (Oci ciornie)
- 1989: Splendor
- 1989: Wie spät ist es? (Che ora è?)
- 1990: Allen geht’s gut (Stanno tutti bene)
- 1990: Am Ende des Tages (Verso sera)
- 1991: Der schwebende Schritt des Storches (To meteoro vima tou pelargou)
- 1991: Le voleur d’enfants
- 1992: Die Herbstzeitlosen (Used People)
- 1992: Eine pikante Affäre (Cin cin)
- 1993: Eins, zwei, drei, Sonne (Un, deux, trois, soleil)
- 1994: Prêt-à-Porter
- 1995: Hundert und eine Nacht (Les Cent et une nuit de Simon Cinéma)
- 1995: Jenseits der Wolken (Al di là delle nuvole)
- 1995: Erklärt Pereira (Sostiene Pereira)
- 1996: Drei Leben und ein Tod (Trois vies et une seule mort)
- 1997: Reise an den Anfang der Welt (Viagem ao princípio do mundo)

## Auszeichnungen

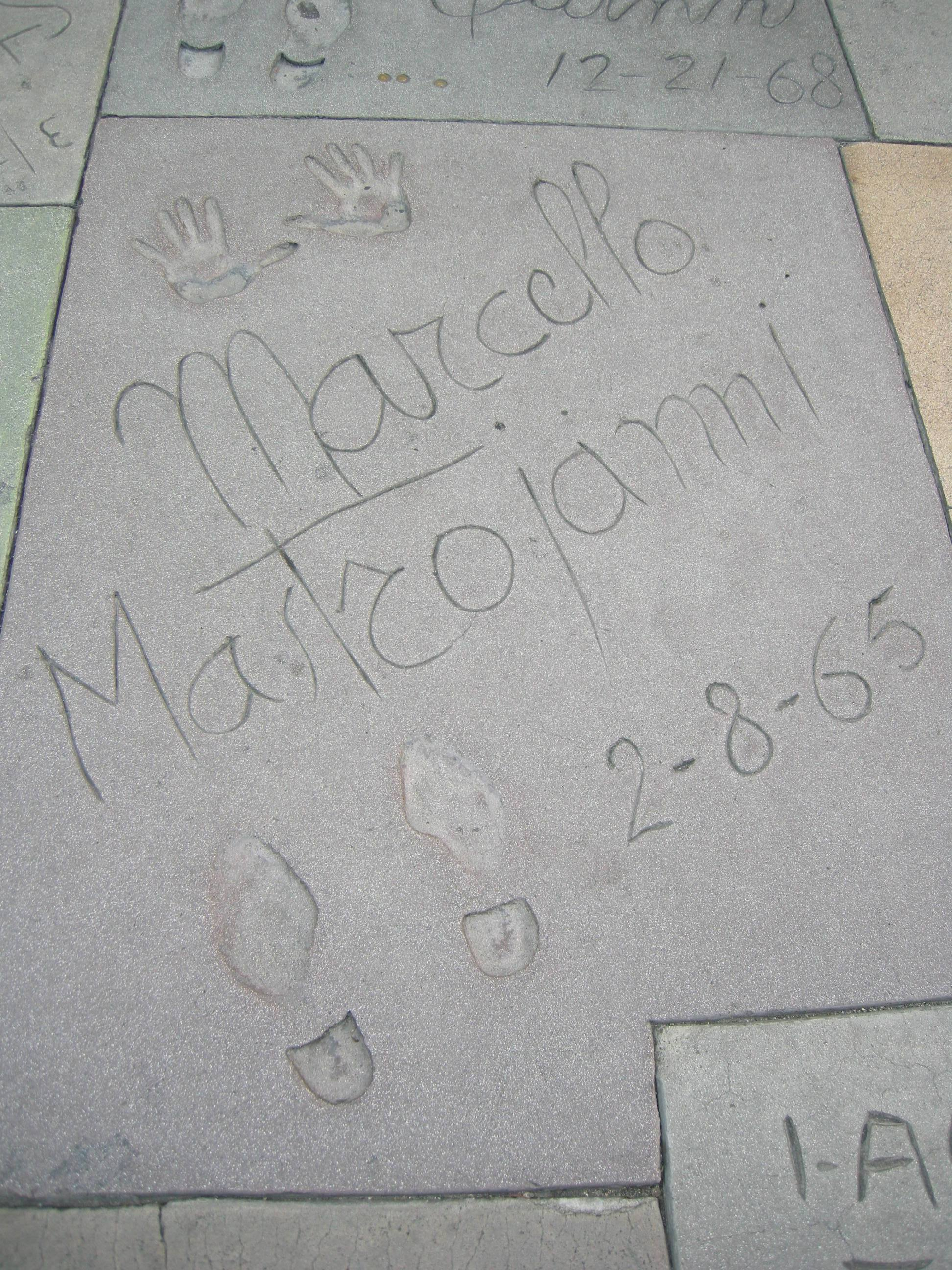
Marcello Mastroiannis Hand- und Schuhabdrücke vom 8. Februar 1965 im Chinese Theatre am Hollywood Boulevard, Los Angeles

- 1955: Nastro d’Argento (Bester Hauptdarsteller) für Tage der Liebe
- 1958: Nastro d’Argento (Bester Hauptdarsteller) für Weiße Nächte
- 1961: Nastro d’Argento (Bester Hauptdarsteller) für Das süße Leben
- 1962: Nastro d’Argento (Bester Hauptdarsteller) für Scheidung auf italienisch
- 1963: British Film Academy Award (Bester ausländischer Darsteller) für Scheidung auf Italienisch
- 1963: Golden Globe Award (Bester Hauptdarsteller – Komödie oder Musical) für Scheidung auf Italienisch
- 1963: Oscar-Nominierung (Bester Hauptdarsteller) für Scheidung auf Italienisch
- 1964: British Film Academy Award (Bester ausländischer Darsteller) für Gestern, heute und morgen
- 1964: David di Donatello (Bester Hauptdarsteller) für Gestern, heute und morgen
- 1965: David di Donatello (Bester Hauptdarsteller) für Hochzeit auf italienisch
- 1978: Oscar-Nominierung (Bester Hauptdarsteller) für Ein besonderer Tag
- 1983: David di Donatello (Sonderpreis für das Lebenswerk)
- 1986: David di Donatello (Bester Hauptdarsteller) für Ginger und Fred
- 1986: Nastro d’Argento (Bester Hauptdarsteller) für Ginger und Fred
- 1988: David di Donatello (Bester Hauptdarsteller) für Schwarze Augen
- 1988: Nastro d’Argento (Bester Hauptdarsteller) für Schwarze Augen
- 1988: Oscar-Nominierung (Bester Hauptdarsteller) für Schwarze Augen
- 1989: Coppa Volpi (Bester Hauptdarsteller) für Wie spät ist es?
- 1990: Goldener Löwe (Sonderpreis für sein Lebenswerk)
- 1991: Nastro d’Argento (Bester Hauptdarsteller) für Am Ende des Tages
- 1995: Goldene Kamera für sein Lebenswerk
- 1995: David di Donatello (Bester Hauptdarsteller) für Erklärt Pereira
- 1997: David di Donatello (Sonderpreis für sein Lebenswerk)
- 1997: Nastro d’Argento (Sonderpreis für sein Lebenswerk)

## Dokumentarfilm
- Marcello Mastroianni – Italiener par excellence. (OT: Marcello Mastroianni, l'Italien idéal.) Dokumentarfilm, Frankreich, 2015, 52:50 Min., Buch und Regie: Emmanuelle Nobécourt, Produktion: arte France, Program 33, Avrotos, Erstsendung: 25. Mai 2015 bei arte, Inhaltsangabe von arte.